# Heliconius
Heliconius är ett släkte färggranna praktfjärilar som förekommer i de tropiska och subtropiska delarna av Nya världen. Då dessa fjärilar är relativt enkla att avla och undersöka i laboratorium har de varit föremål för många vetenskapliga studier. Bland annat har man velat studera den omfattande mimicry som uppstått inom denna grupp, samt studera hur nya arter bildas och varför de är så olika. Hos detta släkte har artbildning från hybrider konstaterats. Typart för släktet är Heliconius charithonia (Linné 1767).

## Artlista
- Heliconius Kluk, 1802
  - Heliconius charithonia (Linné, 1767) Ursprungligen beskriven som Papilio charithonia Linné, 1767
    - Heliconius charithonia charithonia (Linné, 1767)
    - Heliconius charithonia peruviana Felder
    - Heliconius charithonia punctata Hall
    - Heliconius charithonia simulator Rober
    - Heliconius charithonia tuckeri Comstock & Brown, 1950
    - Heliconius charithonia vasquezae Comstock & Brown, 1950

  - Heliconius melpomene (Linné, 1758) Ursprungligen beskriven som Papilio melpomene Linné, 1758
    - Heliconius melpomene melpomene (Linné, 1758)
    - Heliconius melpomene aglaope Felder
    - Heliconius melpomene amandus Grose-Smith & Kirby
    - Heliconius melpomene amaryllis (Felder)
    - Heliconius melpomene cythera Hewitson
    - Heliconius melpomene euryades Riffarth
    - Heliconius melpomene malleti Lamas, 1988
    - Heliconius melpomene meriana Turner
    - Heliconius melpomene modesta Riffarth
    - Heliconius melpomene nanna Stichel
    - Heliconius melpomene penelope Staudinger
    - Heliconius melpomene plesseni Riffarth
    - Heliconius melpomene sticheli Riffarth
    - Heliconius melpomene rosina Boisduval, 1870
    - Heliconius melpomene thelxiope Hübner
    - Heliconius melpomene unimaculata Hewitson
    - Heliconius melpomene vicinus Ménétriés
    - Heliconius melpomene vulcanus Butler
    - Heliconius melpomene xenoclea Hewitson

  - Heliconius cydno Doubleday, 1847 
    - Heliconius cydno cydno Doubleday, 1847
    - Heliconius cydno alithea Hewitson
    - Heliconius cydno chioneus Bates, 1864
    - Heliconius cydno galanthus Bates, 1864
    - Heliconius cydno wernickei Weymer
    - Heliconius cydno weymeri Staudinger
    - Heliconius cydno zelinde Butler

  - Heliconius pachinus Salvin, 1871
  - Heliconius erato (Linné, 1764) Ursprungligen beskriven som Papilio erato Linné, 1764
    - Heliconius erato erato (Linné, 1764)
    - Heliconius erato amalfreda Riffarth
    - Heliconius erato amphitrite Riffarth
    - Heliconius erato chestertonii Hewitson
    - Heliconius erato cyrbia Latreille & Godart
    - Heliconius erato dignus Stichel
    - Heliconius erato estrella Bryk
    - Heliconius erato favorinus Hopffer
    - Heliconius erato hydara Hewitson
    - Heliconius erato lativitta Butler, 1877
    - Heliconius erato meliorina Neusteter
    - Heliconius erato microlea Kaye
    - Heliconius erato notabilis Godman & Salvin
    - Heliconius erato petiveranus Doubleday, 1847
    - Heliconius erato phyllis (Fabricius)
    - Heliconius erato reductimacula Bryk
    - Heliconius erato venus Staudinger
    - Heliconius erato venustus Salvin

  - Heliconius hecalesia Hewitson, 1853 
    - Heliconius hecalesia hecalesia Hewitson, 1853
    - Heliconius hecalesia eximus Stichel
    - Heliconius hecalesia formosus Bates, 1863

  - Heliconius hecale (Fabricius) 
    - Heliconius hecale hecale (Fabricius)
    - Heliconius hecale anderida Hewitson
    - Heliconius hecale barcanti Brown & Yeper
    - Heliconius hecale clearei Hall
    - Heliconius hecale ennuis Weymer
    - Heliconius hecale fornarina Hewitson, 1853
    - Heliconius hecale ithaca Felder
    - Heliconius hecale jucundus Bates
    - Heliconius hecale latus Riffarth
    - Heliconius hecale melicerta Bates
    - Heliconius hecale nigrofasciatus Weymer
    - Heliconius hecale novatus (Bates)
    - Heliconius hecale quitalenus (Hewitson, 1853)
    - Heliconius hecale radiosus Butler
    - Heliconius hecale semiphorus Staudinger
    - Heliconius hecale sisyphus Salvin
    - Heliconius hecale styx Niepelt
    - Heliconius hecale vetustus (Butler)
    - Heliconius hecale vittatus Butler
    - Heliconius hecale xanthicles Bates
    - Heliconius hecale zuleika Hewitson, 1854

  - Heliconius ismenius Latreille, 1817 
    - Heliconius ismenius ismenius Latreille, 1817
    - Heliconius ismenius telchinia Doubleday, 1847
    - Heliconius ismenius clarescens Butler, 1875
    - Heliconius ismenius occidentalis Neustetter
    - Heliconius ismenius immoderata Stichel
    - Heliconius ismenius fasciatus Godman & Salvin

  - Heliconius clysonymus Latreille, 1817 
    - Heliconius clysonymus clysonymus Latreille, 1817
    - Heliconius clysonymus fischeri Fassl
    - Heliconius clysonymus hygiana Hewitson
    - Heliconius clysonymus montanus Salvin, 1871
    - Heliconius clysonymus semirubra

  - Heliconius sara (Fabricius, 1793) Ursprungligen beskriven som Papilio sara Fabricius, 1793
    - Heliconius sara sara (Fabricius, 1793)
    - Heliconius sara brevimaculata Staudinger
    - Heliconius sara fulgidus Stichel, 1906
    - Heliconius sara theudela Hewitson, 1874
    - Heliconius sara theudda Hewitson
    - Heliconius sara apseudes (Hübner, 1806)
    - Heliconius sara sprucei Bates, 1864
    - Heliconius sara thamar (Hübner, 1806) Synonymer: Nereis thamar Hübner, 1806; Papilio rhea Cramer, 1775
    - Heliconius sara veraepacis Stichel

  - Heliconius sapho (Drury, 1782) Ursprungligen beskriven som Papilio sapho Drury, 1782
    - Heliconius sapho sapho (Drury, 1782)
    - Heliconius sapho leuce Doubleday, 1847

  - Heliconius hewitsoni Staudinger, 1875
  - Heliconius eleuchia Hewitson, 1853 
    - Heliconius eleuchia eleuchia Hewitson, 1853
    - Heliconius eleuchia primularis Butler
    - Heliconius eleuchia eleusinus Staudinger

  - Heliconius antiochus (Linné, 1767) Ursprungligen beskriven som Papilio antiochus Linné, 1767
    - Heliconius antiochus antiochus (Linné, 1767)
    - Heliconius antiochus alba Riffarth
    - Heliconius antiochus aranea (Fabricius)
    - Heliconius antiochus salvinii Dewitz

  - Heliconius astraea Staudinger
  - Heliconius atthis Doubleday, 1847
  - Heliconius beskei Ménétriés, 1857
  - Heliconius burneyi (Hübner, 1816) 
    - Heliconius burneyi burneyi (Hübner, 1816)
    - Heliconius burneyi catharinae Staudinger
    - Heliconius burneyi nuebneri Staudinger
    - Heliconius burneyi lindigii Felder
    - Heliconius burneyi serpensis Kaye

  - Heliconius congenor Weymer, 1890
  - Heliconius crispinus Kruger
  - Heliconius demeter Staudinger
    - Heliconius demeter demeter Staudinger
    - Heliconius demeter beebei Turner
    - Heliconius demeter bouqueti Nöldner
    - Heliconius demeter eratosignis Joicey & Talbot
    - Heliconius demeter turneri Brown & Benson

  - Heliconius egeria (Cramer, 1775) 
    - Heliconius egeria egeria (Cramer, 1775)
    - Heliconius egeria egerides Staudinger
    - Heliconius egeria hylas Weymer
    - Heliconius egeria homogena Bryk

  - Heliconius elevatus Noldner
    - Heliconius elevatus elevatus Noldner
    - Heliconius elevatus bari Oberthür
    - Heliconius elevatus schmassmanni Joicey & Talbot
    - Heliconius elevatus perchlora Joicey & Talboe
    - Heliconius elevatus roraima Turner
    - Heliconius elevatus luciana Lichy
    - Heliconius elevatus tumaturnari Kaye
    - Heliconius elevatus pseudocupidineus Neustetter
    - Heliconius elevatus taracuanus Bryk
    - Heliconius elevatus willmotti Neukirchen, 1997

  - Heliconius ennius (Weymer)
  - Heliconius ethilla (Godart, 1819) 
    - Heliconius ethilla ethilla (Godart, 1819)
    - Heliconius ethilla adela Neustetter
    - Heliconius ethilla aerotome Felder
    - Heliconius ethilla claudia Godman & Salvin
    - Heliconius ethilla eucoma (Hübner)
    - Heliconius ethilla flavomaculatus Weymer
    - Heliconius ethilla metalilus Butler
    - Heliconius ethilla narcaea (Godart)
    - Heliconius ethilla nebulosa Kaye
    - Heliconius ethilla semiflavidus Weymer
    - Heliconius ethilla thielei Riffarth
    - Heliconius ethilla tyndarus Weymer

  - Heliconius ethra (Latreille)
  - Heliconius fruhstorferi Riffarth
  - Heliconius hecuba (Hewitson, [1858])
  - Heliconia choarina Hewitson, 1872
  - Heliconius heliconoides (Felder)
  - Heliconius hermathena (Hewitson, 1853) 
    - Heliconius hermathena hermathena (Hewitson, 1853)
    - Heliconius hermathena vereatta Stichel

  - Heliconius heurippa (Hewitson, 1853)
  - Heliconius hierax Hewitson
  - Heliconius himera Hewitson
  - Heliconius hortense Guérin, 1829
  - Heliconius leucadia (Bates) 
    - Heliconius leucadia leucadia (Bates)
    - Heliconius leucadia pseudorhea Staudinger, 1896

  - Heliconius metaphorus Weymer
  - Heliconius nattereri Felder, 1865
  - Heliconius numata (Cramer) 
    - Heliconius numata numata (Cramer)
    - Heliconius numata aristiona Hewitson, 1853
    - Heliconius numata silvana (Cramer)
    - Heliconius numata superioris Butler
    - Heliconius numata isabellinus Bates
    - Heliconius numata peeblesi Joicey
    - Heliconius numata talboti Joicey & Kaye
    - Heliconius numata leopardus Weymer
    - Heliconius numata messene Felder
    - Heliconius numata euphone Felder
    - Heliconius numata zobrysi Fruhstorfer

  - Heliconius pardalinus (Bates) 
    - Heliconius pardalinus pardalinus (Bates)
    - Heliconius pardalinus butleri Brown, 1975

  - Heliconius procula (Doubleday)
  - Heliconius ricini (Linné, 1758)
  - Heliconius sergestus (Weymer)
  - Heliconius telesiphe Doubleday, 1847 
    - Heliconius telesiphe telesiphe Doubleday, 1847
    - Heliconius telesiphe sotericus (Salvin)
    - Heliconius telesiphe nivea Kaye

  - Heliconius timareta (Hewitson, 1867)
  - Heliconius vicini (Linné)
  - Heliconius wallacei Reakirt, 1866 
    - Heliconius wallacei wallacei Reakirt, 1866
    - Heliconius wallacei flavescens Weymer
    - Heliconius wallacei clytia Cramer
    - Heliconius wallacei kayi Neustetter
    - Heliconius wallacei elsa Riffarth

  - Heliconius xanthocles Bates, 1862 
    - Heliconius xanthocles xanthocles Bates, 1862
    - Heliconius xanthocles melete Felder
    - Heliconius xanthocles mellitus Staudinger
    - Heliconius xanthocles caternaulti Oberthür
    - Heliconius xanthocles melior Staudinger